# Манхо
Манхо (кор. 萬戶, 만호, «темник», «десятитисячник») — вищий офіцер у середньовічній Кореї часів династій Корьо і Чосон. У 13 столітті відповідав генералу, а з 15 століття — капітану флоту або полковнику.

## Короткі відомості
Посада манхо з'явилася у корейській армії на зразок монгольського темника у 1281 році. Її було впроваджено у Центральній, Лівій і Правій арміях під час спільного походу корейської династії Корьо і монгольської династії Юань на Японію. 
У 14 столітті з'явилися посади манхо-інспекторів (巡軍萬戶), які командували фортецями у Хампхо (кор. 合浦, 합포), Чолла (кор. 全羅, 전라), Тхамна (кор. 耽羅, 탐라) і Согьоні (кор. 西京, 좌군). Ці регіональні манхо не мали під собою військ і були лише номінальними командирами.
У 15 столітті, у період династії Чосон, манхо стало військовим званням, яким позначали офіцера 6 — 4 рангу. Це звання закріпилося на флоті і відповідало армійському званню пьонма-дочхом-чольчеса. Манхо підпорядковувалися генералам, яких делегував ваном.
Окрім «темника» манхо існували звання «підтемника» (кор. 副萬戶, 부만호), «тисяцького» (кор. 千戸, 천호) і сотника (кор. 百戸, 백호).